# Lluís Bonifaç i Massó

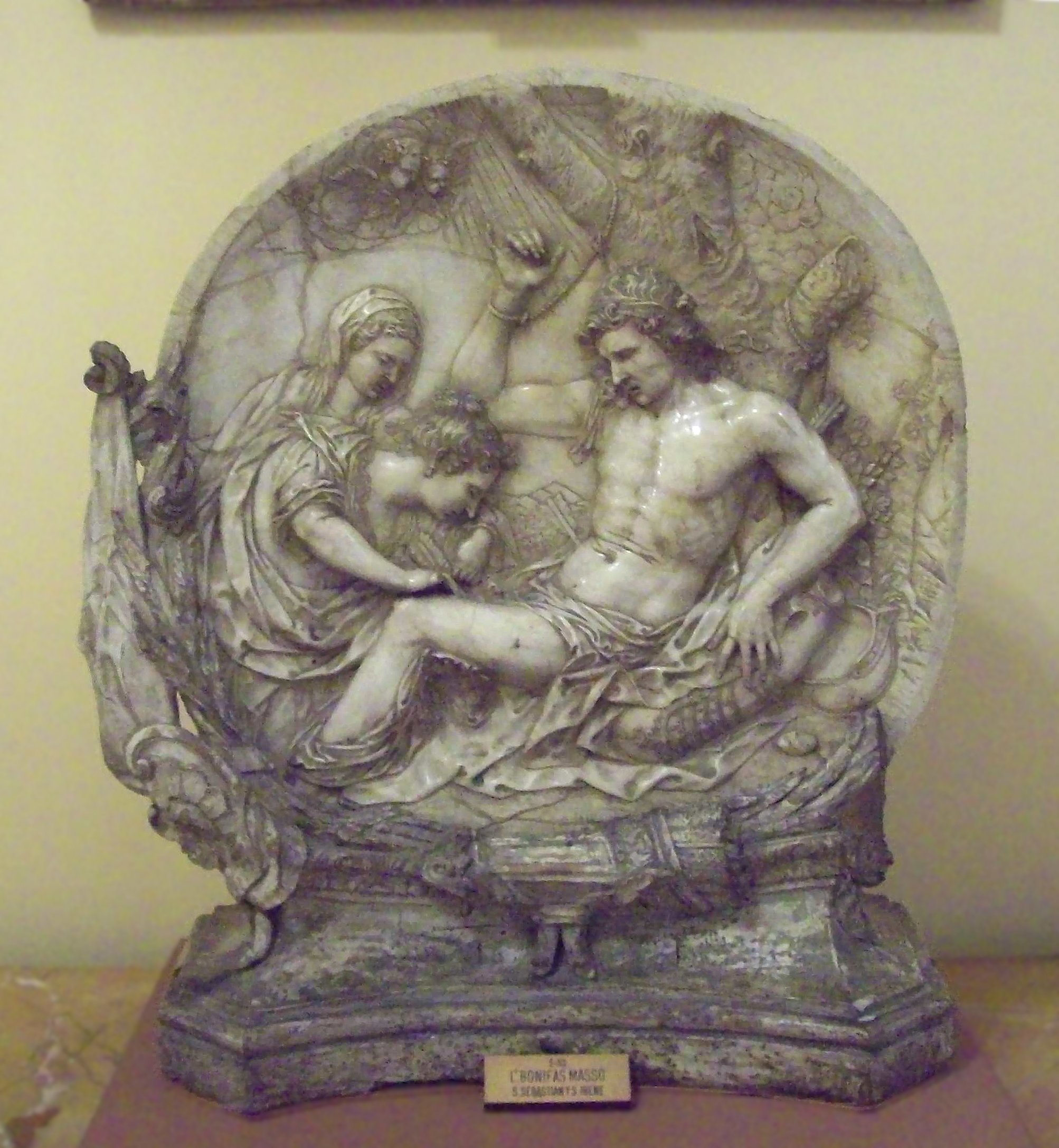
Relevo de São Sebastião (1763, R.A.B.A.S.F.).

Lluís Bonifaç i Massó (Valls, 1730 - idem, 1786) foi um escultor espanhol e um dos principais expoentes da escultura barroca catalã. Neto de Lluís Bonifaç i Sastre, bisneto de Lluís Bonifaç o Velho e irmão de Francesc Bonifaç i Massó, todos eles igualmente escultores.
Estudou com seu avô e em 1752 começou o seu trabalho profissional. Em 1763 obteve o título de académico da Real Academia de Belas-Artes de São Fernando de Madrid. Trabalhou por toda a Catalunha, em Madrid e Porto Rico. Foi autor, entre outras obras, do São Miguel de La Barceloneta (1755); do camarim da Misericórdia, em Reus (1756); do retábulo de Santo Inácio, em La Granadella (1762); dos da Vitória (1762) e das Dores (1779) em Valls; do retábulo-mor de Cubells (1764) e do coro da catedral de Lérida, uma das obras mais importantes do barroco na Catalunha, com mais de cem imagens em alto-relevo (1775-1779). Todas estas obras desapareceram durante a Guerra Civil Espanhola.
Entre as suas obras conservadas destacam-se o Santo Aleixo de Valls (1769); o relevo de São Sebastião na Academia de São Fernando de Madrid (1763); os passos da Soledad (1775) e a Descida da Cruz (1766) de Valls; a liteira da Assunção da catedral de Gerona (1773). A obra de Bonifaç, de traço ágil e expressivo, é influenciada pelo estilo Luís XV e pelo rococó francês.